# Galena (Ohio)
Galena és una població dels Estats Units a l'estat d'Ohio. Segons el cens del 2000 tenia 305 habitants.

## Demografia
Segons el cens del 2000, Galena tenia 305 habitants, 122 habitatges, i 89 famílies. La densitat de població era de 196,3 habitants/km².
Dels 122 habitatges en un 32% hi vivien nens de menys de 18 anys, en un 61,5% hi vivien parelles casades, en un 5,7% dones solteres, i en un 27% no eren unitats familiars. En el 25,4% dels habitatges hi vivien persones soles el 9,8% de les quals corresponia a persones de 65 anys o més que vivien soles. El nombre mitjà de persones vivint en cada habitatge era de 2,5 i el nombre mitjà de persones que vivien en cada família era de 2,97.
Per edats la població es repartia de la següent manera: un 23,6% tenia menys de 18 anys, un 7,2% entre 18 i 24, un 29,8% entre 25 i 44, un 23,6% de 45 a 60 i un 15,7% 65 anys o més.
L'edat mediana era de 39 anys. Per cada 100 dones de 18 o més anys hi havia 100,9 homes.
La renda mediana per habitatge era de 46.250 $ i la renda mediana per família de 49.500 $. Els homes tenien una renda mediana de 38.750 $ mentre que les dones 27.250 $. La renda per capita de la població era de 20.163 $. Aproximadament el 4,8% de les famílies i el 9,6% de la població estaven per davall del llindar de pobresa.

## Poblacions més properes
El següent diagrama mostra les poblacions més properes.